# 임문석
임문석(林文碩, 1903년 12월 3일~1971년 6월 24일)은 일제강점기의 관료이자 대한민국의 법조인 겸 정치인으로, 경상북도 영천군 영천면 출신이다.

## 생애
1927년 3월 경성제국대학 예과를 졸업했으며 1930년 3월 경성제국대학 법문학부 법학과를 졸업했다. 평안북도 내무부 산업과 속(屬, 1931년 ~ 1933년)과 평안북도 지사관방 속(屬, 1934년)으로 근무했고 1933년 11월 고등문관시험 행정과 및 사법과에 합격했다.
1934년 8월 28일 평안북도 운산군수, 1935년 11월 27일 평안북도 선천군수로 각각 임명되었으며 1937년 7월 14일 황해도 도이사관 겸 내무부 산업과장, 물산진열관장, 순사징계위원회 예비위원으로 선임되었다. 1938년 6월 23일 전라북도 도이사관 겸 내무부 지방과장으로 임명되었으며 1939년 5월 27일 전라북도 임시국세조사위원회 위원으로 선임되었다. 전라북도 도이사관 겸 내무부 지방과장 재직 시절에 일어난 중일 전쟁 당시 중국 각지에 파병된 일본군을 위문하는 한편 전라북도 내에서 위문보고회를 개최하는 등 일본의 침략 전쟁에 적극 협력했다.
1940년 4월 29일 중일 전쟁에 협력한 공로를 인정받아 일본 정부로부터 훈6등 서보장을 받았으며 1941년 1월 24일 광주세무감독국 사무관 겸 관세부장으로 임명되었다. 1943년 9월 30일 충청남도 참여관 겸 도사무관, 산업부장으로 임명되었고 1943년 12월 1일 충청남도 광공부장으로 임명되었다. 광주세무감독국 사무관 재직 시절 징병제와 일본의 침략 전쟁을 찬양하고 내선일체를 강조하는 글을 발표했으며 충청남도 광공부장 재직 시절 군수물자 증산의 중요성을 강조하는 글을 발표했다.
1944년 11월 22일 전라남도 도사무관 겸 재무부장으로 선임되었으며 1945년 광복 이전까지 받은 서위는 고등관 3등과 종5위였다. 광복 이후인 1945년 전라남도 내무국장으로 임명되었고 1947년 변호사로 선임된 뒤부터 대구변호사회 회장을 역임했다. 1950년 민주국민당 경상북도 도당최고위원으로 선출되었고 1952년 경북대학교 연합후원회 회장을 역임했다. 제4대와 제5대 대한민국 국회의원을 역임했으며 1966년 신한당 정무위원으로 선임되었다.
친일파 708인 명단의 도 참여관 부문과 조선총독부 사무관 부문, 민족문제연구소의 친일인명사전 수록자 명단의 관료 부문, 친일반민족행위진상규명위원회가 발표한 친일반민족행위 705인 명단에 포함되었다.

## 역대 선거 결과
|  | 44.15% |

|  | 38.44% |

|  | 53.61% |

|  | 23.58% |

|  | 41.65% |

## 참고 자료
- 친일반민족행위진상규명위원회 (2009). 〈임문석〉. 《친일반민족행위진상규명 보고서 Ⅳ-14》. 서울. 78~86쪽.